# Arnicratea grahamii
Arnicratea grahamii là một loài thực vật có hoa trong họ Dây gối. Loài này được (Wight) N.Hallé mô tả khoa học đầu tiên năm 1984.